# Nicolò Brighenti
Nicolò Brighenti (* 1. August 1989 in Bussolengo) ist ein italienischer Fußballspieler.

## Karriere
Brighenti startete seine Karriere bei Chievo Verona, wurde zweimal verliehen und im Jahr 2010 an den FC Esperia Viareggio verkauft. Im Jahr 2012 wechselte er nach Vicenza Calcio, im Jahr 2013 holte ihn Chievo an seine alte Wirkungsstätte zurück.